# 法兰克福号小巡洋舰
法兰克福号是德意志帝国海军于第一次世界大战爆发前不久建造的两艘威斯巴登级小巡洋舰的末舰，以黑森-拿骚城市法兰克福命名。其唯一的姊妹舰为威斯巴登号。舰只于1913年在基尔的帝国船厂开始架设龙骨，并于1915年3月下水，至同年8月完工。法兰克福号的主舰炮为八门150毫米45倍径速射炮，最高速度为27.5节，满载排水量达6601吨。
法兰克福号随公海舰队于第一次世界大战期间得到了广泛运用。它主要在北海服役，并参加了炮击雅茅斯及洛斯托夫特的行动和第二次黑尔戈兰海战。在日德兰，它被一艘英国巡洋舰轻微致损，但伤亡较小。随着战争结束，它与德国舰队大部被拘押在斯卡帕湾。当舰队于1919年6月自沉时，法兰克福号是少数几艘未能成功沉没的舰只之一。它被割让予美国作为战利舰，并最终于1921年7月由美国海军和美国陆军航空队进行的试验中以靶舰身份被炸沉。

## 设计
法兰克福号是为替代老旧的小巡洋舰赫拉号而以“赫拉替舰（Ersatz Hela）”为代号进行订购，并于1913年在基尔的帝国船厂开始架设龙骨，建造编号为40。它于1915年3月20日下水，继而展开舾装工作。在匆忙通过海上试航后，舰只于1915年8月20日正式投入公海舰队使用。
法兰克福号的全长为145.3（476英尺8英寸），有13.9（45英尺7英寸）的舷宽和5.76（18英尺11英寸）的前吃水。在满载情况下，舰只的排水量可达6,601公噸（6,497長噸）。其推进系统由两套船用蒸汽轮机组成，以驱动两副直径为3.5（11英尺6英寸）的三叶螺旋桨。舰只设计可输出31,000匹軸馬力（23,000千瓦特）的额定功率。它由十台燃煤船用式水管锅炉和两台燃油双头式水管锅炉提供动力，这使得舰只的最高速度可达27.5節（50.9每小時）。法兰克福号能够携带1,280公噸（1,260長噸）煤和额外470公噸（460長噸）燃油，允许其以12節（22每小時）的速度续航4,800海里（8,900）。舰只的标准船员编制则为17名军官和457名水兵。
法兰克福号配备有八门单座安装的150毫米45倍径速射炮。其中两门并排布置在艏艛前方，八门设于舰舯、每边各四门，以及两门以背负式成对布置在舰艉。炮管的仰角可提升至30°，使其可以瞄准最高达17,600（19,200碼）开外的目标。它们共提供1024发弹药，其中每炮128发。舰只的防空武器最初由四门52毫米55倍径速射炮组成，但其后被两门88毫米45倍径速射炮所取代。它还标配搭载有四具500（19.7英寸）鱼雷管和八枚鱼雷，其中两具浸没舷侧的船体内、两具被安装在甲板上。舰只同样可携带120枚水雷。在装甲方面，法兰克福号受到60（2.4英寸）厚的水线装甲带保护；司令塔的侧面有100（3.9英寸）厚，而甲板的厚度则为60毫米。

## 服役历史
法兰克福号参加的首个行动是1916年4月24日的炮击雅茅斯及洛斯托夫特。它当时被分配至第一侦察集群战列巡洋舰的屏护部队，临时受海军少将弗里德里希·伯迪克指挥。在突袭行动中，法兰克福号于英国海岸附近攻击并击沉了一艘英国武装巡逻艇。由于收到英国潜艇和鱼雷攻击的报告，伯迪克中止了追猎，并转舵往东驶向公海舰队。与此同时，公海舰队总司令、海军上将赖因哈德·舍尔也接到了大舰队出动的警告，遂下令全体返回德国。

### 日德兰海战

英国（蓝）及德国（红）舰队在日德兰海战中的调遣图

在1916年5月31日－6月1日的日德兰海战中，法兰克福号成为了第二侦察集群司令伯迪克的旗舰。该部队将再次为海军中将弗朗茨·冯·希佩尔麾下的第一侦察集群战列巡洋舰提供屏护。当德国和英国的屏护部队相互遭遇时，法兰克福号参与了战役中的首次行动。法兰克福号、皮劳号和埃尔宾号于16:17曾短暂向英国轻巡洋舰开火，直至对方转向离开。一个半小时后，英国第5战列分舰队的高速戰艦到达了现场，并向法兰克福号和其它德国小巡洋舰开火，但这些舰只籍着烟幕迅速逃离，并未被击中。
将近18:00时，英国驱逐舰翁斯洛号和莫尔兹比号试图攻击德国的战列巡洋舰，但法兰克福号和皮劳号的猛烈炮火迫使英国舰只停止了攻击。在18:30左右，法兰克福号及第二侦察集群余部又遇到了轻巡洋舰切斯特号；它们开火并对该舰取得数次命中。然而，英国海军少将贺拉斯·胡德麾下的三艘战列巡洋舰介入其中，并击中了威斯巴登号，使后者丧失了动力。大约一小时后，切斯特号接连四次命中法兰克福号：法兰克福号的主桅杆区域共录得两枚6英寸（150）炮和两枚4英寸（100）炮的撞击。其中一枚4英寸炮击中船头，落在水线上方；另一枚则在舰艉附近的水中爆炸，对两副螺旋桨都造成了损坏。
法兰克福号与皮劳号于23:00前不久发现了轻巡洋舰卡斯托耳号和几艘驱逐舰。它们各向英国巡洋舰发射了一枚鱼雷，然后在没有使用探照灯或火炮的情况下返回德国阵线，以避免将英国人引向德国战列舰群。大约两小时后，法兰克福号又遇到了两艘英国驱逐舰，并短暂向它们开火，直至对方全速撤离。至6月1日凌晨04:00，德国舰队已成功避开英国舰队并抵达喇叭礁。在海战的过程中，法兰克福号的船员共有3人死亡、18人受伤；它共发射了379枚150毫米炮和两枚88毫米炮，另射出一枚鱼雷。

### 后续行动
法兰克福于1917年10月参加了阿尔比恩行动，目的是歼灭仍控制着里加湾的俄国海军力量。该舰作为第二侦察集群的组成部分，此时受海军少将路德维希·冯·罗伊特指挥。随后一个月，法兰克福号又随第二侦察集群在第二次黑尔戈兰海战期间出征。它与同部队的另外三艘小巡洋舰一起，护送扫雷舰前往清理由英国人布设的雷区。战列舰皇帝号和皇后号则提供远程支援。在战斗过程中，法兰克福号曾向发起袭击的英国巡洋舰发射鱼雷，但未能取得任何命中。当德国战列舰抵达现场时，英国人中断了袭击，德国人也在随后撤离。
1918年10月21日傍晚19:08，法兰克福号在基尔-霍尔特瑙撞毁并致沉了UB-89号潜艇，造成后者7名船员罹难。另有27名幸存者则从水中救出。UB-89号于10月30日由救助拖船独眼巨人号打捞上岸，但由于临近战争结束，它没有得到修复，也未能见到进一步服役。
在战争的最后几周，已出任海军总参谋长的舍尔和公海舰队时任总司令希佩尔，计划不惜以舰队一切代价尽可能重创英国皇家海军，以确保德国获得更好的谈判地位。10月29日上午，将于次日从威廉港启航的命令正式下达。然而从当天夜晚开始，图林根号战列舰及其它几艘战列舰的水兵发生叛变。动荡最终迫使舍尔和希佩尔取消了行动。而公海舰队的大部分舰只，包括法兰克福号，都被扣押在斯卡帕湾的英国海军基地，受罗伊特指挥。

### 结局

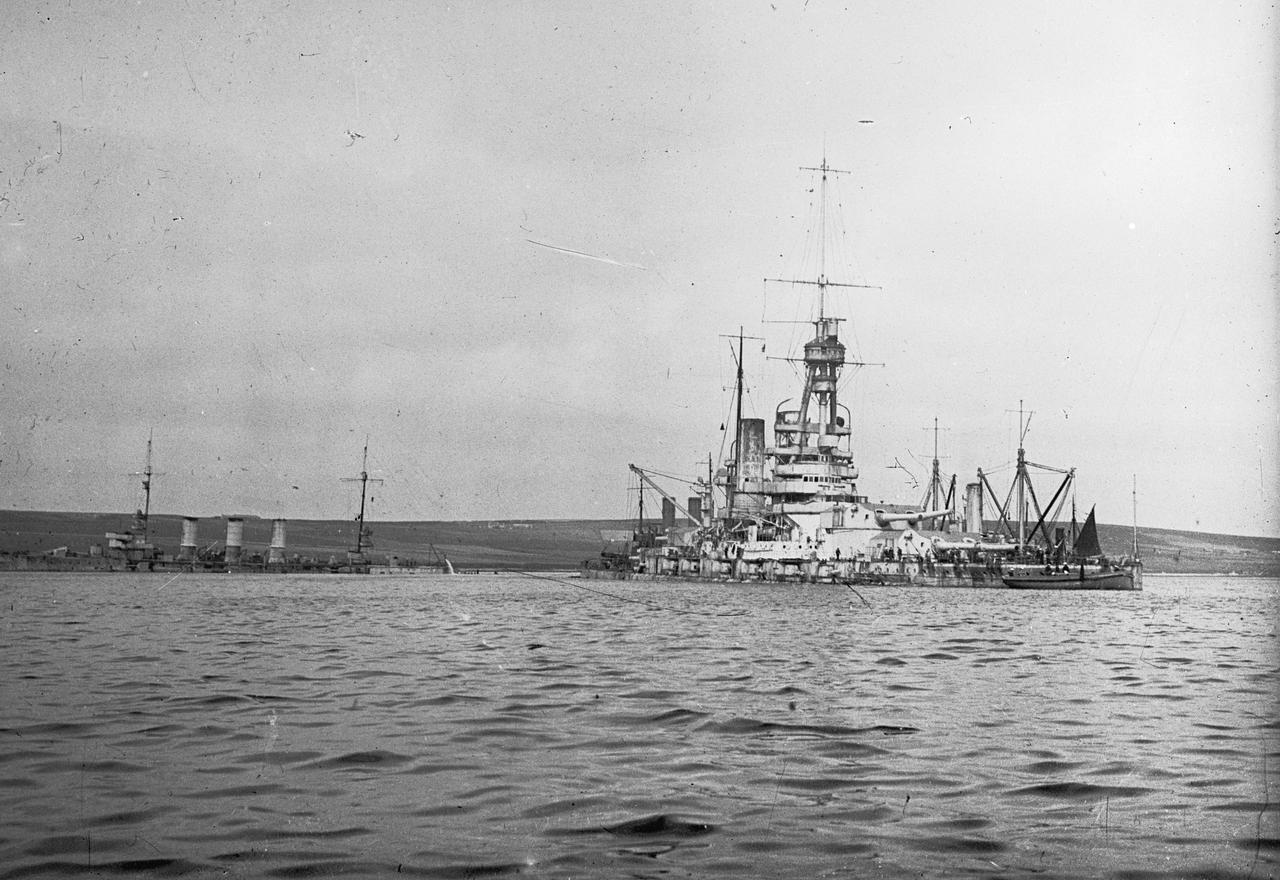
法兰克福号（左）于斯卡帕湾搁浅；而对战列舰巴登号（右）的打捞工作也正在进行中

在落实《凡尔赛条约》的谈判过程中，舰队仍然维持扣押状态。罗伊特推断英国方面将在6月21日，即谈判到期而无法达成协议的情况下会强占德国军舰，却不知截止日期已被延长至6月23日。为了防止这种情况，他决定第一时间凿沉己方舰只。6月21日上午，英国舰队离开斯卡帕湾进行训练演习；罗伊特于11:20向全体德国军舰下达了自沉命令。闻讯后的英国水兵登上法兰克福号，在它沉没之前使之搁滩。舰只于接下来一个月被打捞上岸，然后作为战利舰移交美国海军支配。
法兰克福号于1920年3月11日在英格兰被正式接管，并于6月4日投入美国海军服役，为拖行至美国作准备。由于在自沉中受损，它将由同样被划拨予美国的前德国战列舰东弗里斯兰号拖曳行进。东弗里斯兰号带着登舰的美国海军基干船员，首先前往法国，以装备从美国列车炮卸下的14英寸（360）炮。然后，与分别拖曳着前德国鱼雷艇的扫雷舰一起，东弗里斯兰号和法兰克福号穿越大西洋来到纽约海军造船厂。在那里，海军工程师对这些舰只进行了彻底的检查，以确定德国舰船的优缺点，目的是将学到的所有经验融入美国未来的设计中。
1921年7月，美国陆军航空队和美国海军在陆军少将威廉·米切尔的指挥下，于弗吉尼亚州的亨利角进行了一系列的轰炸试验。轰炸的靶舰包括已除役的美国及前德国军舰，如旧战列舰艾奥瓦号、东弗里斯兰号以及法兰克福号。其中法兰克福号定于7月18日进行测试。轰炸以小型的250磅（110）和300磅（140）炸弹作为开端，造成了轻微的船体损伤。随后，炸弹被更换为更重型的550磅（250）和600磅（270）；陆军航空队的马丁MB-2型飞机向法兰克福号投下了多枚600磅炸弹，并于18:25击沉舰只。
- 法兰克福号（左）与其它受缴的德国舰只于弗吉尼亚海岬
- 法兰克福号在试验中锚泊的航拍，甲板上漆有白色标靶
- 法兰克福号在轰炸试验中燃烧
- 法兰克福号沉没